# Philipp Zeitler
Philipp Zeitler (* 14. April 1901 in Kulmbach; † 22. August 1984 in Würzburg) war ein deutscher Jurist. Er war als NSDAP-Mitglied Oberbürgermeister von Weißenfels sowie Offizier, Rechtsanwalt und Stadtrat in Würzburg.

## Leben
Als drittes Kind eines Postinspektors besuchte Zeitler Würzburger Schulen und machte im April 1921 das Abitur am Riemenschneider-Gymnasium. Er studierte an der Julius-Maximilians-Universität Würzburg zunächst Medizin, wechselte aber bald zur Rechtswissenschaft. Wie 1919 sein älterer Bruder Dr. jur. Max Zeitler wurde Zeitler II am 2. Mai 1921 im Corps Franconia Würzburg aktiv. Im Februar 1922 recipiert, focht er auch eine Säbelpartie auf Waffen der Makaria München. Im März 1925 bestand er das Referendarexamen. Im selben Jahr wurde er zum Dr. iur.promoviert. Nach der Referendarausbildung in Würzburg und dem Großen Juristischen Staatsexamen im November 1928 war er ein Jahr im Kommunaldienst tätig. Von 1929 bis 1933 war er Rechtsanwalt und ehrenamtlicher Stadtrat in Würzburg.
Zeitler trat 1930 bzw. 1931 der NSDAP bei, in der er sich als Ortsgruppenführer sowie als Gaufachberater für Rechtsfragen und Kommunalpolitik betätigte. 1933 wurde Zeitler für 12 Jahre zum Oberbürgermeister von Weißenfels gewählt. Er engagierte sich für die bauliche und finanzielle Sanierung der Stadt und den Neubau des Krankenhauses. 1935 organisierte Zeitler die 750-Jahr-Feier der Stadt. In Weißenfels war er Mitglied der SA im Rang eines Obersturmführers. In einem parteiinternen Schreiben vom Dezember 1935 wurde Zeitler vorgeworfen, er sei „zu sehr Jurist und zu wenig Politiker“. Vermutlich nach Auseinandersetzungen mit dem Landrat wurde Zeitler 1937 vom Preußischen Innenminister in den Ruhestand versetzt; offiziell wurden gesundheitliche Gründe angegeben. Ab 1. April 1938 arbeitete Zeitler in der Generalverwaltung der Kaiser-Wilhelm-Gesellschaft, in der er Ernst Telschow bei der Verwaltungsarbeit unterstützen sollte. Im August 1939 wurde Zeitler eingezogen und zuletzt als Hauptmann an der Ostfront eingesetzt. Mehrfache Kriegsverletzungen, zuletzt in der Schlacht von Stalingrad, führten dazu, dass er noch ausgeflogen wurde. Nach der amerikanischen Kriegsgefangenschaft – unter anderem 1947 im Internierungslager Moosburg – wurde er entnazifiziert und Ende 1948 nach Würzburg entlassen. 1950 kamen seine Frau Ilse Falcke († 1981), die er 1930 geheiratet hatte, und drei Kinder aus Berlin nach Würzburg nach. Der Sohn Peter war 1939 mit drei Jahren gestorben. In Würzburg arbeitete Zeitler bis an sein Lebensende als Rechtsanwalt.
Neben Max Meyer war Zeitler derjenige, dem der Kösener SC-Verband nach dem Zweiten Weltkrieg die Aufnahme in Würzburg zu verdanken hatte. Ein Sohn und ein Enkelsohn sind Corpsbrüder.